# Anconodon
L'anconodonte (gen. Anconodon) è un mammifero multitubercolato estinto, appartenente ai cimolodonti. Visse nel Paleocene medio - superiore (circa 61 - 57 milioni di anni fa) e i suoi resti fossili sono stati ritrovati in Nordamerica.

## Descrizione
Questo animale è noto per resti incompleti, ma dal raffronto con animali simili e meglio noti quali Ptilodus si suppone che fosse vagamente simile a uno scoiattolo. La specie Anconodon cochranensis doveva pesare circa 55 grammi, il doppio di un topo comune. Come tutti i cimolodonti, Anconodon era caratterizzato da una mandibola profonda e robusta, con un incisivo allungato e forte. Anconodon si differenziava da Ptilodus principalmente per l'ultimo premolare, dal margine fortemente incurvato, e per il primo molare inferiore dotato di numerosi tubercoli.

## Classificazione
Anconodon è un rappresentante dei cimolodonti, un gruppo di multitubercolati molto diffusi verso la fine del Cretaceo e nel Paleogene. In particolare, Anconodon è un membro dei Cimolodontidae, comprendenti anche Cimolodon e Liotomus.
Il genere Anconodon è stato istituito da Jepsen nel 1940 per accogliere alcune specie di multitubercolati ascritte precedentemente ad altri generi come Ectypodus, Liotomus e Ptilodus. Anconodon gidleyi, inizialmente descritta da George Gaylord Simpson nel 1935 come Ptilodus gidleyi, è nota per resti fossili rinvenuti negli strati di Torrejon (Paleocene medio-superiore) nel Montana, nel Wyoming, nel New Mexico e in Alberta. Questa specie è considerata come possibile discendente della specie Cimolodon nitidus. A. cochranensis è stata inizialmente descritta da Russell nel 1929 come Ectypodus cochranensis ed è nota per fossili rinvenuti in Alberta (Canada), Montana e Wyoming (Stati Uniti); è considerata una specie discendente da A. gidleyi. La specie A. lewisi, descritta da Sloan nel 1987, è nota per fossili ritrovati a Keefer Hill nel Wyoming e nella cava Douglass nel Montana. L'olotipo proviene dal Wyoming.